# Mordarka

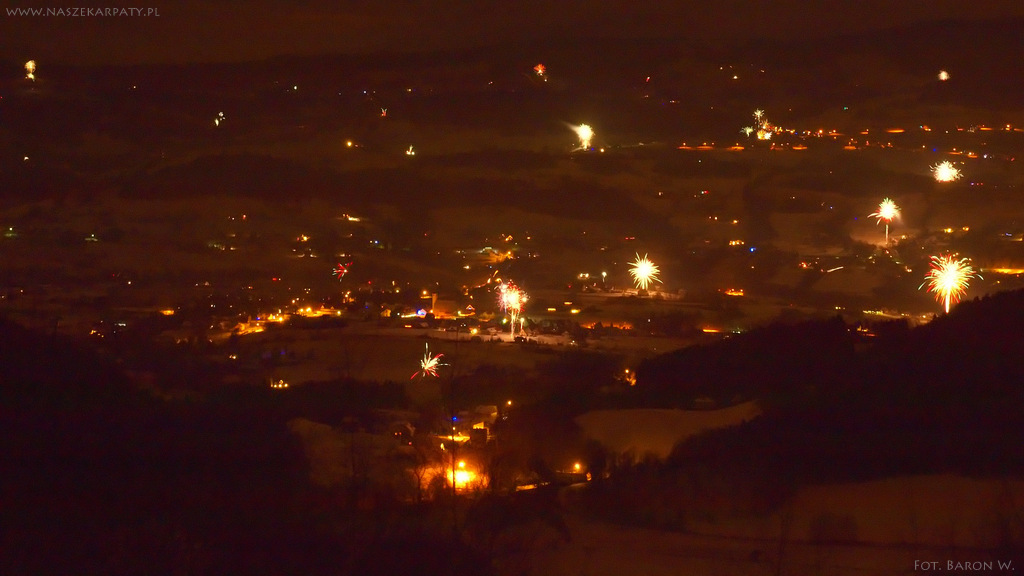
Nocny Widok z Sałasza Zachodniego

Mordarka – wieś w Polsce położona w województwie małopolskim, w powiecie limanowskim, w gminie Limanowa.

## Położenie geograficzne
Mordarka położona jest w Beskidzie Wyspowym, na południowych stokach Pasma Łososińskiego (u jego podnóża), konkretnie w dolinie spływającego z tego pasma potoku Mordarka. Zachodnia część wsi jest umiejscowiona pomiędzy należącymi do Łososińskiego Pasma wzniesieniami Łysej Góry i Miejskiej Góry, a Sarczynem i Sałaszem Zachodnim.
Mordarka graniczy na zachodzie z Limanową i Sowlinami, na południu ze Starą Wsią i Siekierczyną, na wschodzie z Pisarzową, a na północy z wsiami gminy Laskowa – Jaworzną i Żmiącą. Przez południowe tereny wsi przebiega droga krajowa nr 28 z Limanowej do Nowego Sącza. Przez Mordarkę biegną także drogi powiatowe nr 1551K relacji Limanowa - Chełmiec oraz 1611K relacji Mordarka - Cieniawa (skrzyżowanie z DK28). Wieś położona jest w odległości ok. 3 km od centrum Limanowej, 20 km od Nowego Sącza i 75 km od stolicy województwa, Krakowa. Przez wieś przebiega niezelektryfikowana linia kolejowa nr 104 z Chabówki do Nowego Sącza(część Galicyjskiej Kolei Transwersalnej).

## Integralne części wsi
| SIMC    | Nazwa           | Rodzaj    |
| ------- | --------------- | --------- |
| 0439204 | Cieniawa        | część wsi |
| 0439210 | Dyrkowskie Góry | część wsi |
| 0439227 | Fiutówka        | część wsi |
| 0439233 | Kluczak         | część wsi |
| 0439240 | Kopciówka       | część wsi |
| 0439256 | Kunówka         | część wsi |
| 0439262 | Łazy            | część wsi |
| 0439279 | Łysa Góra       | część wsi |
| 0439285 | Molówka         | część wsi |
| 0439291 | Pod Rębiskiem   | część wsi |
| 0439300 | Podjabłoniec    | część wsi |
| 0439316 | Sarczyn         | część wsi |
| 0439322 | Szarysz         | część wsi |
| 0439339 | Włodarczykówka  | część wsi |
| 0439345 | Wojtasówka      | część wsi |

## Historia
Pierwsze wzmianki o wsi pochodzą z 1415, ukazują się w księgach sądowych Czchowskich. Mordarka była wsią szlachecką. Pierwsi jej właściciele to rodzina Skarbków. Od nich odkupił wieś Mikołaj Słupski herbu Drużyna ze Słupi koło Szczyrzyca. Kolejnymi właścicielami od XVI w. była bardzo zamożna rodzina Jordanów z Zakliczyna. W skład dóbr wchodziły (oprócz Mordarki): Limanowa (Ilmanowa), Lipowe, Sowliny i Stara Wieś. W połowie XVII w. wsią zarządzała Katarzyna Lipska, a od początku XVIII w. była własnością Teresy z Lipskich Dębińskiej. Dzierżawili ją kolejno Tomasz, Jan i Walenty Gurzyńscy. W 1752 r. przeszła w ręce Dydyńskich, spokrewnionych z poprzednimi właścicielami. W 1818 wieś kupił Ignacy Dunikowski i przekazał swej córce Ewie, która wyszła za mąż za Józefa Wielogłowskiego, dzierżawcę Starego Rybia. Odtąd wieś dziedziczyli wspólnie ich potomkowie. Właścicielami całej wsi stali się Anna z Wielogłowskich z mężem Sewerynem Głębockim, odkupując części spadkowe. Po śmierci Seweryna Mordarke kupili małżonkowie Matuzińscy a w 1894 sprzedali ją Edmundowi i Anieli Wójtowiczom. Po ośmiu latach wieś nabyła Zofia z Myszkowskich, żona sędziego Jana Sitowskiego herbu Bróg. Ostatnimi właścicielami wsi i dworu była Władysława (córka Jana i Zofii) i Izydor Gibas. W Szaryszu (przysiółku Mordarki) był dwór (dzisiejszy dom nr 1), którzy właściciele mający południowy Szarysz przed wojną sprzedali swój majątek.
W Mordarce rozpoczął się kult Matki Boskiej Bolesnej, czczonej pod postacią słynącej z łask piety z XIV w., w 1545, kiedy figura została przywieziona z Węgier. W 1753 r. Proboszcz Limanowej ks. Sebastian Liśkiewicz, przeniósł ją z Kaplicy Łask do kościoła w Limanowej. W 1656 rozegrała się tutaj bitwa pomiędzy stuosobowym oddziałem szwedzkim a chłopską partyzantką.
Mordarka została włączona do Austrii już w 1769. W 1848 roku, w czasie rzezi galicyjskiej, na Mordarkę oraz na Limanową i okoliczne wsie napadli zbuntowani chłopi. Szlachta i ludność uciekła do Limanowej, aby stawić opór. Bitwa miała miejsce 26 lutego. Chłopi zrabowali dwór w Mordarce, któremu ze względu na bitwę w Sowlinach nikt nie mógł pomóc. Pierwszy oddział przybył na miejsce pod koniec grabieży, zastając tylko ok. 40 chłopów, z których dziesięciu Hipolit Dzięciołowski (dowódca oddziału), a dwóch Żyd Zachariasz pokonali, i przyprowadzili jako jeńców do miasta. Kolejna potyczka miała miejsce ok. południa w Szaryszu. Chłopi, napadłszy i ograbiwszy dwór, pastwili się nad mieszkającym tam Feliksem, weteranem wojen napoleońskich. Tu bohaterską postawą wsławili się Wojciech Piątkowski i wójt Limanowej, którzy odebrali rabusiom zrabowane dobra i uwolnili przywiązanego do płotu Feliksa, nie dopuszczając do rozlewu krwi. W starciu wzięli około piętnaściorga jeńców (w tym pięć kobiet).
W 1885 zbudowano biegnącą przez Mordarkę kolej żelazną z Nowego Sącza do Chabówki.
Na początku I wojny światowej Mordarka znalazła się w centrum zmagań. Wynikało to z tego, że przez wieś przechodził front operacji limanowsko-łapanowskiej (2–12 grudnia 1914). Na wzgórzu Jabłoniec w dniach 8–11 grudnia doszło do jednej z najkrwawszych bitew tej wojny. W nocy z 10 na 11 grudnia doszło do krwawych walk na bagnety pomiędzy 13 pułkiem spieszonych huzarów węgierskich a wojskiem rosyjskim. W starciu tym zginął dowódca huzarów – płk. Othmar Muhr – który został uznany za bohatera monarchii Austro-Węgierskiej i dostał przydomek „von Limanowa”. Przez Mordarkę maszerował też dwa razy 5. batalion Legionów Polskich Józefa Piłsudskiego. Pierwszy raz idąc na Nowy Sącz, a drugi raz po przegranej bitwie pod Marcinkowicami.
Druga wojna światowa rozpoczęła się w Mordarce 6 września 1939, wojsko niemieckie nie napotkało tutaj oporu. Na terenie wsi doszło do jednej egzekucji, w której hitlerowcy rozstrzelali 11 mieszkańców Limanowej. Zamordowani to 10 Żydów i Polak, Jan Semik, który jako wiceburmistrz Limanowej próbował ochronić ich od śmierci. W okresie wojny były organizowane łapanki i przymusowe wywozy mieszkańców na roboty do Niemiec. Na terenie wsi działała partyzantka oraz tajne nauczanie. Ludność żydowska Mordarki została początkowo zamknięta w getcie w Limanowej, a potem wywieziona do obozów koncentracyjnych. 19 stycznia 1945 Rosjanie spalili dwór.
W latach 1954–1960 wieś należała i była siedzibą władz gromady Mordarka, po jej zniesieniu w gromadzie Limanowa. W latach 1975–1998 miejscowość administracyjnie należała do województwa nowosądeckiego.

## Zabytki
Obiekt wpisany do rejestru zabytków nieruchomych województwa małopolskiego.
- Ogród podworski z aleją dojazdową.

## Kościół w Mordarce

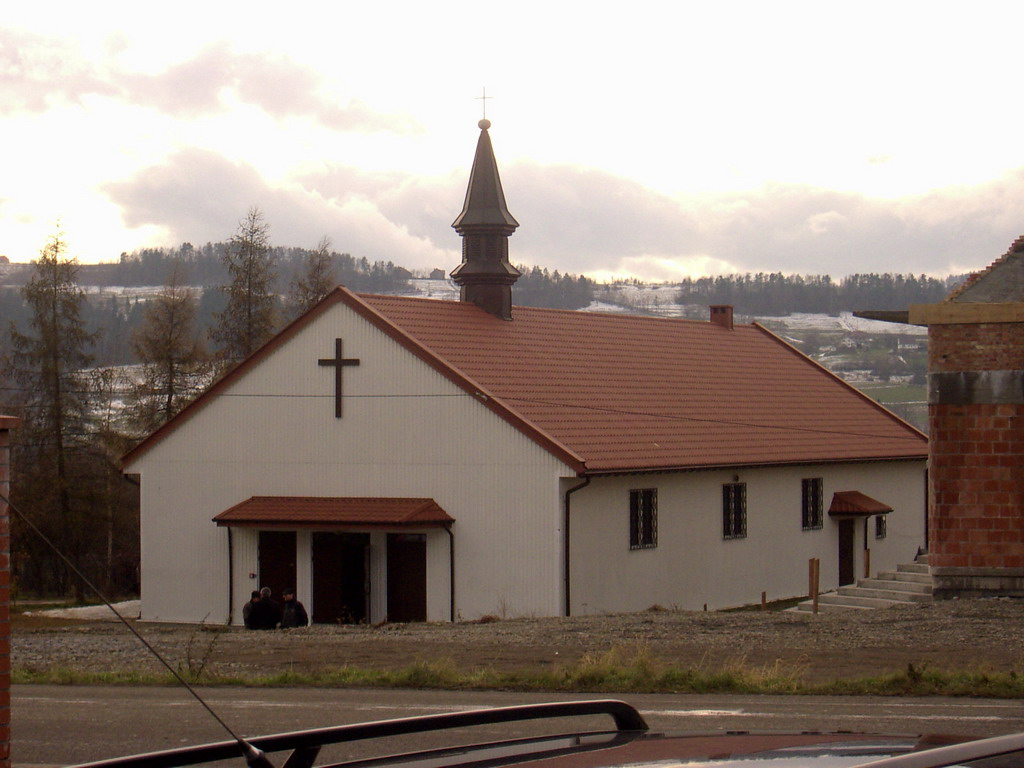
Tymczasowy kościół w Mordarce

Wieś jest siedzibą rzymskokatolickiej parafii Miłosierdzia Bożego. Kościół parafialny pod wezwaniem Miłosierdzia Bożego został poświęcony 10 października 2021 przez biskupa Andrzeja Jeża 

## Sport
We wsi działa Ludowy Klub Sportowy Mordarka, którego drużyna piłkarska występuje w klasie A w grupie limanowskiej (stan na sezon 2014/2015).
Przez Mordarkę prowadzi jedyna droga do Stacji Narciarskiej Limanowa-Ski, która znajduje się na północnym stoku Łysej Góry. Znajduje się tam 4 osobowy wyciąg krzesełkowy i 2 wyciągi orczykowe. Stok jest sztucznie naśnieżany i oświetlony. Suma tras zjazdowych to 2300 m (najdłuższa – 1000 m).

## Edukacja
We wsi znajduje się Szkoła Podstawowa im. Stanisława Wyspiańskiego w Mordarce.

## Urodzeni w Mordarce
- Kazimierz Biernat (1894–1937) – major Wojska Polskiego, kawaler Krzyża Orderu Virtuti Militari
- Stanisław Rakoczy (1948–2013) – polski polityk, prawnik, poseł na Sejm I kadencji.
- Jadwiga Biernat – posłanka